# Дикая парочка (фильм, 2020)
«Дикая парочка» (англ. Wild Mountain Thyme) — мелодраматический фильм, снятый Джоном Патриком Шэнли по мотивам собственной пьесы «За окраиной Маллингара». Название фильма совпадает с названием ирландской народной песни ставшей лейтмотивом фильма. Фильм вышел в прокат 11 декабря 2020 года.

## Сюжет
События происходят в Ирландии, в окрестностях Маллингара. Энтони Райли и Розмари Малдун выросли на соседних фермах и знают друг друга с детства. Розмари еще с детства влюбилась в соседа, он тоже к ней был неравнодушен, но развития их роман не получил. Энтони все не решается открыть свои чувства. Все в округе считают фермера, которому легче общаться с животными, чем с людьми, чудаком.
Проходят годы. Отец Энтони Тони Райли неожиданно заявил сыну, что не готов оставить в наследство ферму. Он вспомнил о существовании своего американского племянника Адама. Тот прилетает из Нью-Йорка и пытается завоевать внимание Розмари своим столичным шармом. Проходит время, Тони при смерти и, в последний момент, меняет решение, оставив ферму Энтони. Он решает, что у сына должна остаться возможность сблизиться с соседкой. Тони умирает, уходит из жизни мама Розмари Ифа. Соседи остаются одни. Розмари готова терпеливо ждать, когда же сосед решится с признанием, но Энтони умудрился потерять обручальное кольцо матери, которое ему оставил отец. Энтони безнадежно ищет его в поле с миноискателем. Розмари, которая бредит балетом, вылетает на один день к Адаму в Нью-Йорк на постановку Лебединого озера. Провожая её вечером, американец целует Розмари. Адам сообщает Энтони, что прилетит в Ирландию, сделать предложение Розмари.
Энтони услышав об этом, не обращая внимания на проливной дождь, отправляется снова искать кольцо. Розмари, увидев это, берет инициативу в свои руки, и насильно приводит его к себе домой. Она угрожает выстрелить из ружья, если Энтони не соберет все мужество и не заговорит о главном. Энтони должен ответить почему он тянул столько лет. В результате непростого разговора, фермер неохотно признается, что он ненормальный и представляет себя пчелой, а любимую женщину цветком. На это Розмари отвечает, что сможет с этим жить, она и сама не совсем адекватна, будучи фермершей, представляет себя балериной. Оказывается, что кольцо Энтони она нашла возле своего дома. Влюбленные соединяются в поцелуе. Адам встречает в самолете другую женщину и увлекается ей. Розмари и Энтони живут в счастливом браке. В концовке они в пабе дуэтом поют песню Wild Mountain Thyme.

## В ролях
- Эмили Блант — Розмари Малдун
  - Эбигейл Коберн — юная Розмари Малдун
- Джейми Дорнан — Энтони Райли
  - Дарра О’Кейн — юный Энтони Райли
- Джон Хэмм — Адам Келли
- Кристофер Уокен — Тони Райли
- Дирбла Моллой — Ифа Малдун
- Даниэль Райан — Мейв

## Производство
В мае 2019 года стало известно, что Джон Патрик Шэнли напишет сценарий и снимет адаптацию своей пьесы «За пределами Маллингара», а главные роли исполнят Джейми Дорнан и Холлидей Грейнджер. К августу Эмили Блант, Джон Хэмм, Кристофер Уокен и Дирбла Моллой присоединились к актёрскому составу, Блант заменила Грейнджер.
Съёмки начались в Кроссмолине, графство Мейо, Ирландия 30 сентября 2019 года.

## Релиз
Фильм вышел в прокат в США 11 декабря 2020 года. Трейлер к фильму вышел 10 ноября 2020 года. На DVD фильм был выпущен 2 февраля 2021 года.

## Приём критиков
На сайте Rotten Tomatoes фильм имеет рейтинг 30 % основанный на 108 отзывах, со средней оценкой 5/10.